# Synasellus longicornis
Synasellus longicornis là một loài chân đều trong họ Asellidae. Loài này được Afonso miêu tả khoa học năm 1978.